# Most metra w Charkowie
Most metra w Charkowie (ukr. Харківський метроміст) – most nad rzeką Charkow w Charkowie, przeznaczony dla tamtejszego metra. Ma długość 980 m i położony jest na linii Sałtiwśka, pomiędzy stacjami Kyjiwśka a Akademika Barabaszowa. Most został otwarty 10 sierpnia 1984 roku.